# Leucania mediofusca
Leucania mediofusca là một loài bướm đêm trong họ Noctuidae.